# Bajt Kahil
Bajt Kahil (arab. ‏بيت كاحل‎) – palestyńskie miasto położone w muhafazie Hebron, w Autonomii Palestyńskiej. Według danych szacunkowych Palestyńskiego Centralnego Biura Statystycznego w 2016 roku miejscowość liczyła 8618 mieszkańców